# Mari Petroleum Company Limited

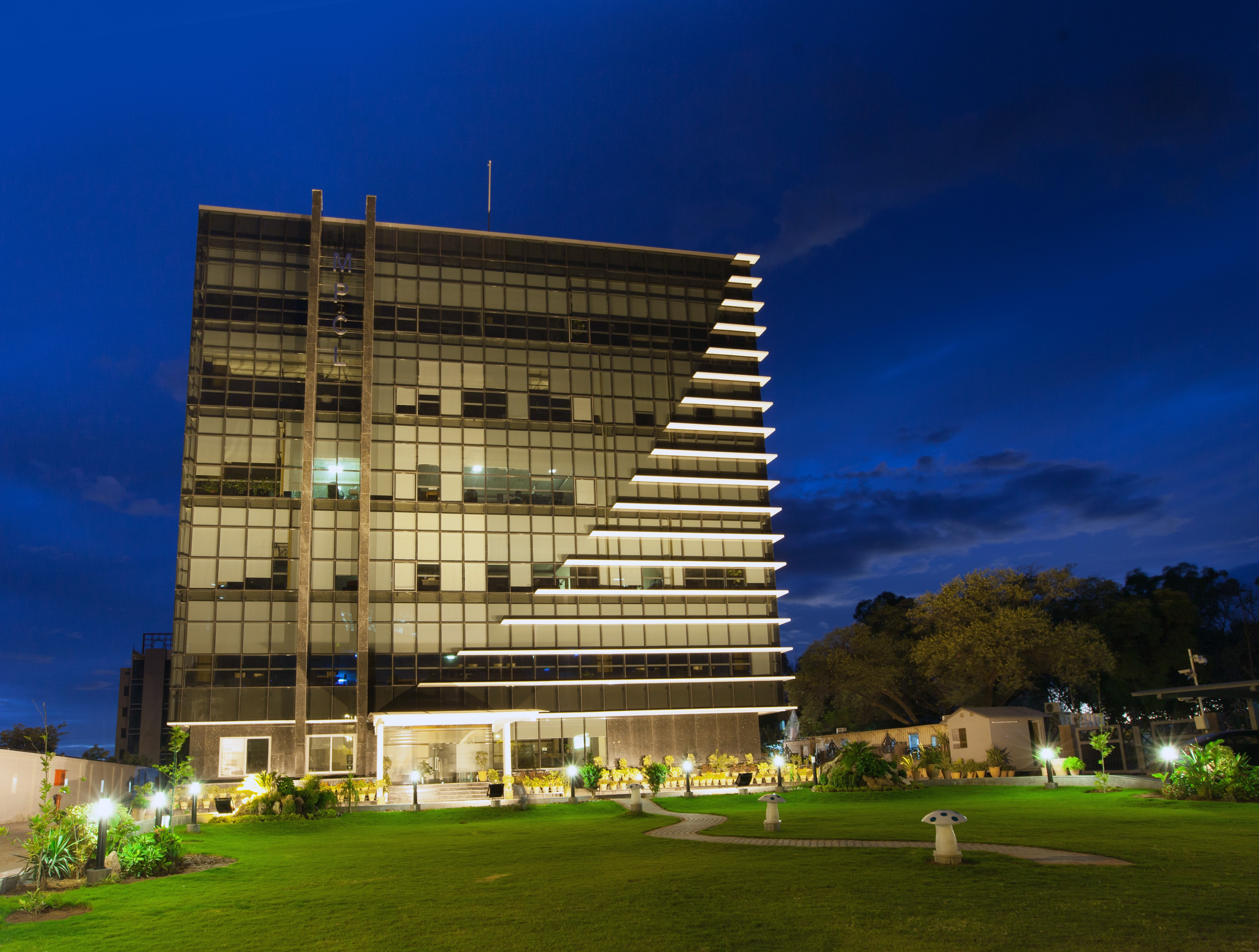
Mari Petroleum Head Office, em Islamabad.

Mari Petroleum Company Limited (MPCL; antiga, Mari Gas Company Limited) é uma companhia petrolífera estatal do Paquistão.

## História
A companhia foi estabelecida em 1957, quando começou a operar como Esso Eastern Inc..